# کومبن دو بوور
کومبن دو بوور (به لاتین: Combin de Boveire) یک کوه در سوئیس است که در کانتون وله واقع شده‌است. کومبن دو بوور ۳٬۶۶۳ متر بالاتر از سطح دریا واقع شده‌است.